# Михайлівка (Чугуївський район)
Миха́йлівка — село в Україні, у Чкаловській селищній громаді Чугуївського району Харківської області. Населення становить 187 осіб. До 2016 орган місцевого самоврядування — Чкаловська селищна громада.

## Географія
Село Михайлівка знаходиться біля витоків річки Гнилиця II (ліва притока р. Сіверський Донець), нижче за течією на відстані 4,5 км розташоване село Нова Гнилиця. На відстані 3 км — село Іванівка. Поруч проходить автомобільна дорога М03.

## Історія
12 червня 2020 року, відповідно до Розпорядження Кабінету Міністрів України № 725-р «Про визначення адміністративних центрів та затвердження територій територіальних громад Харківської області», увійшло до складу Чкаловської селищної громади.
19 липня 2020 року, в результаті адміністративно-територіальної реформи та ліквідації Чугуївського району, село увійшло до складу новоствореного Чугуївського району Харківської області.

## Населення

### Мова
Розподіл населення за рідною мовою за даними перепису 2001 року:
| Мова       | Кількість | Відсоток |
| ---------- | --------- | -------- |
| українська | 195       | 94.66%   |
| російська  | 11        | 5.34%    |
| Усього     | 206       | 100%     |

## Відомі особистості
В поселенні народився:
- Шамрай Любов Миколаївна (* 1958) — українська політик.